# National Bank Open 2022
Giải quần vợt Canada Mở rộng 2022 (còn được biết đến với National Bank Open presented by Rogers vì lý do tài trợ) là một giải quần vợt thi đấu trên mặt sân cứng diễn ra từ ngày 7 đến ngày 14 tháng 8 năm 2022, và là một phần của US Open Series 2022. Giải đấu nam diễn ra tại Sân vận động IGA ở Montreal, và giải đấu nữ diễn ra tại Aviva Centre ở Toronto. Đây là lần thứ 132 giải đấu nam được tổ chức—là một giải Masters 1000 trong ATP Tour 2022, và lần thứ 120 giải đấu nữ được tổ chức—là một giải WTA 1000 trong WTA Tour 2022.

## Điểm và tiền thưởng

### Phân phối điểm
| Sự kiện | VĐ   | CK  | BK  | TK  | Vòng 1/16 | Vòng 1/32 | Vòng 1/64 | Q  | Q2 | Q1 |
| Đơn nam | 1000 | 600 | 360 | 180 | 90        | 45        | 10        | 25 | 16 | 0  |
| Đôi nam | 1000 | 600 | 360 | 180 | 90        | 0         | —         | —  | —  | —  |
| Đơn nữ  | 900  | 585 | 350 | 190 | 105       | 60        | 1         | 30 | 20 | 1  |
| Đôi nữ  | 900  | 585 | 350 | 190 | 105       | 5         | —         | —  | —  | —  |

### Tiền thưởng
| Sự kiện  | VĐ       | CK       | BK       | TK       | Vòng 1/16 | Vòng 1/32 | Vòng 1/64 | Q2      | Q1     |
| Đơn nam  | $915,295 | $499,830 | $273,320 | $149,085 | $79,745   | $42,760   | $23,690   | $12,135 | $6,355 |
| Đơn nữ   | $439,700 | $259,100 | $133,400 | $61,300  | $30,660   | $17,445   | $12,515   | $7,345  | $3,820 |
| Đôi nam* | $280,830 | $152,550 | $83,790  | $46,230  | $25,420   | $13,870   | —         | —       | —      |
| Đôi nữ*  | $128,400 | $72,170  | $39,680  | $20,010  | $11,330   | $7,600    | —         | —       | —      |

*mỗi đội

## Nội dung đơn ATP

### Hạt giống
Dưới đây là những tay vợt được xếp loại hạt giống. Hạt giống dựa trên bảng xếp hạng ATP vào ngày 1 tháng 8 năm 2022. Xếp hạng và điểm trước vào ngày 8 tháng 8 năm 2022.
| Hạt giống | Xếp hạng | Tay vợt               | Điểm trước | Điểm bảo vệ (hoặc kết quả tốt nhất lần 19)† | Điểm thắng | Điểm sau | Thực trạng                                  |
| --------- | -------- | --------------------- | ---------- | ------------------------------------------- | ---------- | -------- | ------------------------------------------- |
| 1         | 1        | Daniil Medvedev       | 7,875      | 1,000                                       | 10         | 6,885    | Vòng 2 thua trước Nick Kyrgios              |
| 2         | 4        | Carlos Alcaraz        | 5,035      | (0)                                         | 10         | 5,045    | Vòng 2 thua trước Tommy Paul                |
| 3         | 5        | Stefanos Tsitsipas    | 5,000      | 360                                         | 10         | 4,650    | Vòng 2 thua trước Jack Draper [Q]           |
| 4         | 7        | Casper Ruud           | 4,685      | 180                                         | 360        | 4,865    | Bán kết thua trước Hubert Hurkacz [8]       |
| 5         | 8        | Andrey Rublev         | 3,710      | 90                                          | 10         | 3,630    | Vòng 2 thua trước Dan Evans                 |
| 6         | 9        | Félix Auger-Aliassime | 3,490      | (45)                                        | 180        | 3,625    | Tứ kết thua trước Casper Ruud [4]           |
| 7         | 12       | Jannik Sinner         | 2,895      | 10                                          | 90         | 2,975    | Vòng 3 thua trước Pablo Carreño Busta       |
| 8         | 10       | Hubert Hurkacz        | 3,015      | 180                                         | 600        | 3,435    | Chung kết thua trước Pablo Carreño Busta    |
| 9         | 11       | Cameron Norrie        | 2,985      | 10                                          | 90         | 3,065    | Vòng 3 thua trước Félix Auger-Aliassime [6] |
| 10        | 13       | Taylor Fritz          | 2,860      | (20)                                        | 90         | 2,930    | Vòng 3 thua trước Dan Evans                 |
| 11        | 14       | Matteo Berrettini     | 2,430      | (0)                                         | 10         | 2,440    | Vòng 1 thua trước Pablo Carreño Busta       |
| 12        | 15       | Diego Schwartzman     | 2,245      | 90                                          | 45         | 2,200    | Vòng 2 thua trước Albert Ramos Viñolas      |
| 13        | 16       | Marin Čilić           | 2,085      | 45                                          | 90         | 2,130    | Vòng 3 thua trước Tommy Paul                |
| 14        | 17       | Reilly Opelka         | 2,010      | 600                                         | 0          | 1,410    | Rút lui do chấn thương gót chân             |
| 15        | 18       | Roberto Bautista Agut | 1,850      | 180                                         | 90         | 1,760    | Vòng 3 thua trước Casper Ruud [4]           |
| 16        | 19       | Grigor Dimitrov       | 1,775      | 10                                          | 45         | 1,810    | Vòng 2 thua trước Alex de Minaur            |
| 17        | 20       | Gaël Monfils          | 1,615      | 180                                         | 90         | 1,525    | Vòng 3 bỏ cuộc trước Jack Draper [Q]        |

† Cột này hiển thị điểm của tay vợt từ giải đấu năm 2021 hoặc điểm tốt nhất của lần 19 (hiển thị trong ngoặc đơn). Chỉ điểm xếp hạng tính đến thứ hạng của tay vợt vào ngày 8 tháng 8 năm 2022, được hiển thị trong cột.

#### Tay vợt rút lui khỏi giải đấu
Dưới đây là những tay vợt được xếp loại hạt giống, nhưng rút lui trước khi giải đấu bắt đầu.
| Xếp hạng | Tay vợt          | Điểm trước | Điểm bảo vệ (hoặc kết quả tốt nhất lần 19) | Điểm sau | Lý do rút lui                                                             |
| -------- | ---------------- | ---------- | ------------------------------------------ | -------- | ------------------------------------------------------------------------- |
| 2        | Alexander Zverev | 6,760      | (0)                                        | 6,760    | Chấn thương cổ chân phải                                                  |
| 3        | Rafael Nadal     | 5,620      | (0)                                        | 5,620    | Chấn thương bụng                                                          |
| 6        | Novak Djokovic   | 4,770      | (0)                                        | 4,770    | Không đáp ứng yêu cầu tiêm chủng vắc-xin COVID-19 để nhập cảnh vào Canada |

### Vận động viên khác
Đặc cách:
- Alexis Galarneau
- David Goffin
- Andy Murray
- Vasek Pospisil

Miễn đặc biệt:
- Yoshihito Nishioka

Bảo toàn thứ hạng:
- Borna Ćorić
- Stan Wawrinka

Thay thế:
- Pedro Martínez

Vượt qua vòng loại:
- Marcos Giron
- Fabio Fognini
- Benoît Paire
- Hugo Gaston
- Adrian Mannarino
- Arthur Rinderknech
- Jack Draper

### Rút lui
- Nikoloz Basilashvili → thay thế bởi  Alex Molčan
- Novak Djokovic → thay thế bởi  Benjamin Bonzi
- John Isner → thay thế bởi  Brandon Nakashima
- Rafael Nadal → thay thế bởi  Mackenzie McDonald
- Reilly Opelka → thay thế bởi  Pedro Martínez
- Oscar Otte → thay thế bởi  Nick Kyrgios
- Alexander Zverev → thay thế bởi  Emil Ruusuvuori

## Nội dung đôi ATP

### Hạt giống
| Quốc gia | Tay vợt              | Quốc gia | Tay vợt           | Xếp hạng1 | Hạt giống |
| -------- | -------------------- | -------- | ----------------- | --------- | --------- |
| USA      | Rajeev Ram           | GBR      | Joe Salisbury     | 3         | 1         |
| ESP      | Marcel Granollers    | ARG      | Horacio Zeballos  | 7         | 2         |
| NED      | Wesley Koolhof       | GBR      | Neal Skupski      | 11        | 3         |
| ESA      | Marcelo Arévalo      | NED      | Jean-Julien Rojer | 17        | 4         |
| CRO      | Nikola Mektić        | CRO      | Mate Pavić        | 19        | 5         |
| GER      | Tim Pütz             | NZL      | Michael Venus     | 21        | 6         |
| CRO      | Ivan Dodig           | USA      | Austin Krajicek   | 35        | 7         |
| COL      | Juan Sebastián Cabal | COL      | Robert Farah      | 40        | 8         |

- Bảng xếp hạng vào ngày 1 tháng 8 năm 2022.

### Vận động viên khác
Đặc cách:
- Liam Draxl /  Cleeve Harper
- Vasek Pospisil /  Jannik Sinner
- Marko Stakusic /  Jaden Weekes

Thay thế:
- Francisco Cerúndolo /  Diego Schwartzman

Bảo toàn thứ hạng:
- Łukasz Kubot /  Stan Wawrinka
- Nicolas Mahut /  Édouard Roger-Vasselin

### Rút lui
- Hubert Hurkacz /  John Isner → thay thế bởi  Hubert Hurkacz /  Jan Zieliński
- Marko Stakusic /  Jaden Weekes → thay thế bởi  Francisco Cerúndolo /  Diego Schwartzman

## Nội dung đơn WTA

### Hạt giống
Dưới đây là những tay vợt được xếp loại hạt giống. Hạt giống dựa trên bảng xếp hạng WTA vào ngày 1 tháng 8 năm 2022. Xếp hạng và điểm trước vào ngày 8 tháng 8 năm 2022.
| Hạt giống | Xếp hạng | Tay vợt           | Điểm trước | Điểm bảo vệ (hoặc kết quả tốt nhất lần 16) | Điểm thắng (hoặc kết quả tốt nhất lần 17) | Điểm sau | Thực trạng                               |
| --------- | -------- | ----------------- | ---------- | ------------------------------------------ | ----------------------------------------- | -------- | ---------------------------------------- |
| 1         | 1        | Iga Świątek       | 8,396      | (0)†                                       | 105                                       | 8,501    | Vòng 3 thua trước Beatriz Haddad Maia    |
| 2         | 2        | Anett Kontaveit   | 4,476      | 1                                          | 1                                         | 4,476    | Vòng 2 thua trước Jil Teichmann          |
| 3         | 4        | Maria Sakkari     | 4,190      | 105                                        | 105                                       | 4,190    | Vòng 3 thua trước Karolína Plíšková [14] |
| 4         | 3        | Paula Badosa      | 4,190      | 60                                         | (25)†                                     | 4,155    | Vòng 2 bỏ cuộc trước Yulia Putintseva    |
| 5         | 5        | Ons Jabeur        | 4,010      | 190                                        | (100)†                                    | 3,920    | Vòng 2 bỏ cuộc trước Zheng Qinwen        |
| 6         | 6        | Aryna Sabalenka   | 3,366      | 350                                        | 105                                       | 3,121    | Vòng 3 thua trước Coco Gauff [10]        |
| 7         | 7        | Jessica Pegula    | 3,116      | 350                                        | 350                                       | 3,116    | Bán kết thua trước Simona Halep [15]     |
| 8         | 8        | Garbiñe Muguruza  | 2,886      | 1                                          | 105                                       | 2,990    | Vòng 3 thua trước Belinda Bencic [12]    |
| 9         | 10       | Emma Raducanu     | 2,772      | (31)§                                      | 1                                         | 2,742    | Vòng 1 thua trước Camila Giorgi          |
| 10        | 11       | Coco Gauff        | 2,746      | 190                                        | 190                                       | 2,746    | Tứ kết thua trước Simona Halep [15]      |
| 11        | 9        | Daria Kasatkina   | 2,800      | 60                                         | (55)†                                     | 2,795    | Vòng 1 thua trước Bianca Andreescu       |
| 12        | 12       | Belinda Bencic    | 2,635      | (60)‡                                      | 190                                       | 2,765    | Tứ kết thua trước Beatriz Haddad Maia    |
| 13        | 13       | Leylah Fernandez  | 2,534      | (25)§                                      | 60                                        | 2,569    | Vòng 2 thua trước Beatriz Haddad Maia    |
| 14        | 14       | Karolína Plíšková | 2,532      | 585                                        | 350                                       | 2,297    | Bán kết thua trước Beatriz Haddad Maia   |
| 15        | 15       | Simona Halep      | 2,415      | (60)‡                                      | 900                                       | 3,255    | Vô địch, đánh bại Beatriz Haddad Maia    |
| 16        | 16       | Jeļena Ostapenko  | 2,302      | 1                                          | 60                                        | 2,361    | Vòng 2 thua trước Alison Riske-Amritraj  |

† Điểm từ kết quả tốt nhất của lần 16 (điểm bảo vệ) hoặc kết quả tốt nhất của lần 17 (điểm thắng), vào ngày 8 tháng 8 năm 2022.

‡ Điểm từ giải WTA 1000 không Mandatory thứ hai tốt nhất của tay vợt, phải được tính vào xếp hạng của tay vợt.

§ Tay vợt có điểm bảo vệ từ một giải ITF (Landisville 2021 hoặc Vancouver 2019).

#### Tay vợt rút lui khỏi giải đấu
Dưới đây là những tay vợt được xếp loại hạt giống, nhưng rút lui trước khi giải đấu bắt đầu.
| Xếp hạng | Tay vợt          | Điểm trước | Điểm bảo vệ | Điểm sau | Lý do rút lui  |
| -------- | ---------------- | ---------- | ----------- | -------- | -------------- |
| 17       | Danielle Collins | 2,273      | 105         | 2,168    | Chấn thương cổ |

### Vận động viên khác
Đặc cách:
- Rebecca Marino
- Katherine Sebov
- Venus Williams
- Carol Zhao

Bảo toàn thứ hạng:
- Sofia Kenin
- Serena Williams

Vượt qua vòng loại:
- Marie Bouzková
- Cristina Bucșa
- Storm Sanders
- Madison Brengle
- Claire Liu
- Asia Muhammad
- Ajla Tomljanović
- Tereza Martincová

Thua cuộc may mắn:
- Nuria Párrizas Díaz
- Donna Vekić

### Rút lui
- Ekaterina Alexandrova → thay thế bởi  Zheng Qinwen
- Victoria Azarenka → thay thế bởi  Nuria Párrizas Díaz
- Sorana Cîrstea → thay thế bởi  Bianca Andreescu
- Danielle Collins → thay thế bởi  Donna Vekić
- Aliaksandra Sasnovich → thay thế bởi  Caroline Garcia
- Alison Van Uytvanck → thay thế bởi  Sloane Stephens

## Nội dung đôi WTA

### Hạt giống
| Quốc gia | Tay vợt              | Quốc gia | Tay vợt            | Xếp hạng1 | Hạt giống |
| -------- | -------------------- | -------- | ------------------ | --------- | --------- |
|          | Veronika Kudermetova | BEL      | Elise Mertens      | 6         | 1         |
| CAN      | Gabriela Dabrowski   | MEX      | Giuliana Olmos     | 17        | 2         |
| USA      | Coco Gauff           | USA      | Jessica Pegula     | 18        | 3         |
| AUS      | Storm Sanders        | CHN      | Zhang Shuai        | 22        | 4         |
| USA      | Desirae Krawczyk     | NED      | Demi Schuurs       | 28        | 5         |
| UKR      | Lyudmyla Kichenok    | LAT      | Jeļena Ostapenko   | 30        | 6         |
| BRA      | Beatriz Haddad Maia  | CZE      | Barbora Krejčiková | 32        | 7         |
| CHI      | Alexa Guarachi       | SLO      | Andreja Klepač     | 43        | 8         |

- Bảng xếp hạng vào ngày 1 tháng 8 năm 2022.

### Vận động viên khác
Đặc cách:
- Kayla Cross /  Victoria Mboko
- Bianca Fernandez /  Leylah Fernandez
- Rebecca Marino /  Carol Zhao

### Rút lui
- Marie Bouzková /  Laura Siegemund
- Lucie Hradecká /  Sania Mirza → thay thế bởi  Madison Keys /  Sania Mirza
- Monica Niculescu /  Elena-Gabriela Ruse → thay thế bởi  Vivian Heisen /  Monica Niculescu

## Nhà vô địch

### Đơn nam
- Pablo Carreño Busta đánh bại  Hubert Hurkacz, 3–6, 6–3, 6–3

### Đơn nữ
- Simona Halep đánh bại  Beatriz Haddad Maia 6–3, 2–6, 6–3

### Đôi nam
- Wesley Koolhof /  Neal Skupski đánh bại  Dan Evans /  John Peers, 6–2, 4–6, [10–6]

### Đôi nữ
- Coco Gauff /  Jessica Pegula đánh bại  Nicole Melichar-Martinez /  Ellen Perez, 6–4, 6–7(5–7), [10–5].